# Rainer Kuppinger
Rainer Kuppinger (* 26. November 1957 in Sindelfingen) ist ein ehemaliger deutscher Fußballtorwart.

## Karriere
Rainer Kuppinger spielte in der Jugend der Stuttgarter Kickers. 1974 kam es kurz vor der Weltmeisterschaft zu einem geheimen Vorbereitungsspiel zwischen der Italienischen Nationalmannschaft und der B-Jugend der Stuttgarter Kickers. Das Spiel wurde auf dem Sportplatz der Pädagogischen Hochschule Ludwigsburg ausgetragen. Kuppinger war als damaliger Torhüter der Kickers voller Freude zum Spiel gereist. Jedoch kam er nicht zum Einsatz, da der italienische Trainer Ferruccio Valcareggi festgelegt hatte, dass der italienische Ersatztorwart Enrico Albertosi die Kickers verstärken sollte.
Über die Amateurmannschaft des Vereins schaffte Kuppinger schließlich den Sprung in die erste Mannschaft. Für die Kickers absolvierte er fünf Spiele in der 2. Bundesliga. Es folgte ein Wechsel zum Ligakonkurrenten Eintracht Trier und später zum SV 03 Tübingen. Nach einigen Spielzeiten in der Landesliga Württemberg, war Kuppinger von 1986 bis 1988 noch zwei Jahre in der Verbandsliga Württemberg beim VfL Nagold aktiv, ehe er seine Karriere als Spieler beendete und fortan als Trainer für den TV Darmsheim und GSV Maichingen zuständig war.